# Nahuizalco
Nahuizalco () é um município localizado no departamento de Sonsonate, em El Salvador.

## Transporte
O município de Nahuizalco é servido pela seguinte rodovia:
- SON-38  que liga a cidade ao município de Sonsonate
- CA-12, que liga o distrito de Metapán (Departamento de Santa Ana) (e a Fronteira El Salvador-Guatemala, na cidade de Concepción Las Minas) à cidade de Acajutla (Departamento de Sonsonate)
- SON-08, que liga a cidade de Sonzacate ao município de Salcoatitán
- SON-28, que liga a cidade ao município de Salcoatitán
- CA-08, que liga o município de Ahuachapán (Departamento de Ahuachapán) (e a Fronteira El Salvador-Guatemala, na cidade de Conguaco - rodovia CA-08 Guatemalteca) à cidade de Colón (Departamento de San Salvador) [1]